# 羅伯托·克萊門特職業棒球聯盟
羅伯托·克萊門特職業棒球聯盟（LBPRC）是波多黎各的職業棒球聯賽，有時被稱為波多黎各冬季聯賽。目前由6支球隊組成，聯盟的冠軍可參加加勒比海大賽。
聯盟成立於1938年，為半職業聯盟，1941年正式成為職業棒球聯盟。2007年，該聯賽自成立以來首次暫停運營；在重組並更名為波多黎各棒球聯盟（PRBL）後於2008年恢復運營。
2012年5月，聯盟以波多黎各出身的棒球名人堂成員羅伯托·克萊門特的名字命名。

## 現有球隊
| 球隊             | 所在城市 | 主場館                          | 球場容量 |
| ---------------- | -------- | ------------------------------- | -------- |
| 卡瓜斯克里奧爾人 | 卡瓜斯   | Parque Yldefonso Solá Morales   | 10,000   |
| 卡羅萊納巨人     | 卡羅萊納 | Roberto Clemente Stadium        | 12,500   |
| 馬亞圭斯印地安人 | 馬亞圭斯 | Isidoro García Baseball Stadium | 10,500   |
| 桑圖爾塞捕蟹人   | 聖胡安   | Hiram Bithorn Stadium           | 18,000   |
| 羅伯特阿洛馬12   | 聖胡安   | Hiram Bithorn Stadium           | 18,000   |
| 龐塞獅子         | 龐塞     | Estadio Francisco Montaner      | 16,000   |

## 現行賽制
- 球季於11月4日開打，各隊出賽40場，前四名晉級季後賽，季後賽採取七戰四勝制，對戰組合（1x4、2x3），獲勝晉級總冠軍賽。

### 聯盟制度
- 如一日兩戰賽程，比賽局數將視情況改為七局制；球員名單可多登錄一位本土投手。
- 各隊登錄人數30人，外籍球員最多可登錄10人，名單上至少有20名本土球員。
- 聯盟球季賽前於09月舉行新人選秀會，各隊間有交易制度，也會關係到新人選秀會選擇權。
- 2008~09年球季開始實施季後賽增援選秀，晉級球隊從被淘汰球隊挑選球員。
- 明星賽於12月舉行，也曾與多明尼加職業棒球聯盟舉行誇國職業聯盟明星賽（何年開始舉行待查），各聯盟派出明星隊舉行兩場比賽。
- 波多黎各職棒球員工會（Asociación de Peloteros Profesionales de Puerto Rico，APPPR），為球員工會組織。

### 聯盟紀事
- 1938年7月29日，波多黎各職業棒球聯盟在執行秘書處永久註冊，以組織、促進和發展職業棒球運動，每年十月至次年三月舉行職業棒球賽。每個特許經營權必須繳交1,000美元才能加盟。於11月13日聯盟正式成立，聯盟發起人建議初期以半職業聯盟起步，第一個球季開放三個外籍球員。
- 2007~08年球季，賽季因財政問題停賽一年，停賽期間聯盟其以波多黎各球員組成兩隊於一月底至二月初與中華培訓隊進行比賽。
- 2008~09年球季，聯盟著手進行營銷計畫和重組，聯盟更新名稱波多黎各棒球聯盟（Puerto Rico Baseball League）。
- 2008~09年與2009~10年球季，曾與多明尼加職業棒球聯盟舉行跨國職業聯盟比賽，兩聯盟將分別派出球隊出賽(並不是全部球隊都參與跨聯盟比賽)，比賽在聯盟球季末舉行（日期依兩聯盟協議），每支球隊出賽6場比賽，比賽戰績數據併入聯盟球季賽成績。
- 2012年05月聯盟更名為羅伯托·克萊門特職業棒球聯盟（Liga de Béisbol Profesional Roberto Clementet『LBPRC』）。
- 2017~18年球季，因遭受瑪莉亞（Maria）颶風影響，全島遭受嚴重災害，原定11月中開打，因聯盟準備工作、尋找贊助商以及球場受損維修等作業不及，因此延後至2018年1月初，並且縮短球季，聯盟也發表允許部分球員可先加盟其他鄰國職棒比賽，但在01月之前返回球隊。縮短球季後各隊出賽18場，其中阿瓜迪亞鯊魚隊以及馬亞圭斯印地安人隊組成聯隊出賽，比賽期間週四至週日，其中週末比賽一日兩戰（7局制），受到電力影響比賽全都在下午舉行，球團主要球場僅有兩個場地能舉行比賽，聯盟與球團協議開放例行賽讓球迷免費進場；季後賽部分，排名第二跟第三先舉行一場驟死賽，獲勝方跟第一名進行五戰三勝制總冠軍賽，聯盟新人選秀會延至11月。
- 2019年馬那蒂雅典人隊（Atenienses de Manatí）加入聯盟新人選秀會。
- 2019~20年球季阿瓜迪亞鯊魚隊（Tiburones de Aguadilla）球團非運作狀態，球隊保留名單成員能與其他球團簽約，如鯊魚隊重新營運後歸建球隊。（2018年球季、2018-19年球季，曾與馬亞圭斯印地安人隊合作）
- 2020~21年球季，因疫情（COVID-19）影響，卡羅萊納巨人隊、桑圖爾塞捕蟹人隊相繼退出，Roberto Alomar成立RA12隊（RA為Roberto Alomar縮寫，12為個人背號）加入聯盟，聯盟得以四隊架構開打。
- 2021年01月17日季後賽Indios de Mayagüez以30比8潰擊Atenienses de Manati，打破自己所創聯盟得分紀錄，於1939年11月5日的紀錄為（23:0）；，Emmanuel Rivera打下10分打點打破紀錄。
- 2021年馬那蒂雅典人隊（Atenienses de Manatí）、阿瓜迪亞鯊魚隊（Tiburones de Aguadilla）退出聯盟經營權，球隊依存關係之球員皆成為自由球員。
- 2022年馬亞圭斯印地安人隊連續四年打進總冠軍系列賽，最終鎩羽而歸，締造聯盟有實施季後賽以來紀錄。（2018-19、2019-20、2020-21、2021-22）

## 外部連結
- 官方網站 （页面存档备份，存于）

|  | 本條目含有来自此处的文本，作者為此处所列用户，以CC BY-SA 3.0授權條款釋出。 |